# كريستن فايسه
كريستن فايسه (بالنرويجية البوكمول: Christen Wiese)‏ هو متسابق يخت نرويجي، ولد في 22 أغسطس 1876 في برغن في النرويج، وتوفي في 31 مارس 1968.

## وصلات خارجية
- كريستن فايسه على موقع أوليمبيديا (الإنجليزية)